# (9378) Nancy-Lorraine
(9378) Nancy-Lorraine est un astéroïde de la ceinture principale.

## Description
(9378) Nancy-Lorraine est un astéroïde de la ceinture principale. Il fut découvert par Eric Walter Elst le 18 août 1993 à Caussols. Il présente une orbite caractérisée par un demi-grand axe de 3,175 UA, une excentricité de 0,115 et une inclinaison de 2,073° par rapport à l'écliptique.
Il fut nommé en hommage à la ville française de Nancy, située en région Lorraine, près de la rive gauche de la Meurthe.

## Compléments